# Obstrucció esofàgica per bola d'aliments
Una obstrucció esofàgica per una bola d'aliments o una ennuegada esofàgica és una urgència mèdica causada per l'obstrucció de l'esòfag per un cos estrany ingerit.
Sol associar-se a malalties que poden estrènyer la llum de l'esòfag, com l'esofagitis eosinofílica, els anells de Schatzki, les estenosis pèptiques, o el càncer d'esòfag; però poques vegades es pot veure en trastorns del moviment de l'esòfag, com l'esòfag en trencanous.
Tot i que algunes boles d'aliments esofàgics poden passar per si mateixes o amb l'ajuda de medicaments, algunes requereixen l'ús de l'endoscòpia per empènyer l'aliment que obstrueix l'estómac o treure'l de l'esòfag. L'ús de glucagó, tot i que és comú, no s'ha trobat útil.